# Institution Sainte-Geneviève
L'Institution Sainte-Geneviève ou Sainte-Geneviève d'Asnières est un établissement d'enseignement privé catholique sous contrat d'association avec l'État situé à Asnières-sur-Seine dans les Hauts-de-Seine. Il est placé sous la tutelle congréganiste de l'Institut des Sœurs de Saint Joseph.

## Historique
L'histoire de cet établissement scolaire débute en 1859 par la création d'une maison d’éducation pour demoiselles avec pensionnat et externat. C'est le 25 janvier 1867 que les religieuses de la congrégation Saint Régis, fondée en Ardèche, prennent possession du pensionnat qui n'abritait alors que 11 internes et 20 externes. L'école n'accueille que des jeunes filles et s'agrandit au fil des années. 

Dans la notice sur l'état des communes à la fin du XIXe siècle relative à Asnières, on peut lire cette description :
II existe à Asnières 4 congrégations [dont] celle des sœurs de Saint-Régis d'Aubenas; cette congrégation, mi-enseignante, mi-hospitalière, dirige à Asnières l'institution Sainte-Geneviève, n° 19, rue de la Station, l'école de la rue Montesquieu, le fourneau économique spécial situé n° 39, rue Saint-Denis, l'orphelinat et l'asile de vieillards-femmes situés n° 14, rue de Châteaudun. Enfin elle fournit à l'asile Aulagnier les sœurs hospitalières imposées par le testament du donateur.
A partir du le 3 août 1914, une partie des locaux, ouvrant sur la rue de la Station, est transformée en hôpital militaire de 72 lits (hôpital auxiliaire 201), dirigé par l'Associations des dames françaises. Plusieurs centaines de soldats malades ou blessés y seront soignés pendant la Première guerre mondiale. Le président de la République Raymond Poincaré s'y rendra le 22 mars 1915, au chevet des victimes des attaques de Zeppelins qui avaient touché Asnières la veille.
En 1923, le journal La fédération de la Seine décrit un "établissement pour jeunes filles, admirablement situé, avec des cours spacieuses, un grand parc, inaugure de nouvelles classes, nouveaux dortoirs, chambres particulières installés avec tout le confort moderne" et publie un encart publicitaire en dernière page.
L'école primaire s'ouvre aux garçons au début des années 1980 et le collège les accueille à la rentrée de septembre 1986.
Un important programme de travaux, qui s'étale de 2017 à 2020, permet la rénovation du bâtiment Saint-Régis (collège et lycée) et la construction de nouveaux bâtiments (administration, CDI, laboratoires, gymnase).

## Relations internationales
L'Institution Sainte-Geneviève bénéficie du label Ouverture Internationale de l'enseignement catholique et propose à ses élèves des parcours en partenariats avec des établissements étrangers, notamment :
- à Lennep en Allemagne, avec le Roentgen Gymnasium
- à Abingdon-on-Thames, au Royaume-Uni avec Radley College
- à Montréal, au Canada, avec le Collège Sainte-Anne

## Personnalités liées à l'établissement

### Élèves
- Paule Andral (1879-1956), actrice de théâtre française
- Sophie Dudemaine (née en 1965), chef cuisinière, auteur de nombreux ouvrages de cuisine
- Robin Robles (né en 1985), producteur de Partir un jour, récompensé en 2023 par le César du meilleur film de court métrage[7]
- Jules Plisson (né en 1991), joueur international de rugby à XV